# Корольов Адлер Степанович
Адлер Степанович Корольов (Королів) (20 травня 1937 Київ - 8 листопада 2020) — радянський, український художник-графік, викладач дитячої художньої школи № 3 у м. Києві.

## Біографія
У 1960-ті роки навчався в Сімферопольському художньому училищі ім. М. Самокиша.
Закінчив Київський державний художній інститут (тепер Українська національна академія мистецтв).
Член Національної Спілки художників України та Національної Спілки письменників України; автор збірок:
- поеми «Страчені храми»
- «Княжі лови»,
- «Міжсезоння»,
- «Застуджений вітер».

Особливе місце у творчості поета-художника посідає Шевченківська тема.
Написав цикл віршів «Шевченкові автопортрети». Ось як про цикл «Шевченкові автопортрети» відгукується лауреат Національної премії ім. Т. Шевченка поет Володимир Базилевський: «Серія автопортретів Т. Г. Шевченка — це й ключ до його особистості. Тому вона завжди буде притягальною до шевченкознавців, письменників, для всіх залюблених у творчість поета.

У цьому зв'язку, пригадується присвячений цій темі цикл Романа Лубківського. Адлер Корольов давно і, як мені видається, досить плідно освоює Шевченкові автопортрети. Позаяк він ще й член Національної Спілки художників, його бачення Шевченка має певні ознаки свіжості й новизни. Звичайно ж, мовиться про найкращі вірші. Гадаю, вдумливий читач це зауважить».

## Джерело
- Кримська світлиця [Архівовано 2 березня 2014 у Wayback Machine.]